# Финал Кубка Англии по футболу 1912
Финал Кубка Англии 1912 года (англ. 1912 FA Cup Final) — футбольный матч, завершавший розыгрыш Кубка Англии сезона 1911/12. Он стал 41-м финалом Кубка Футбольной ассоциации, также известного как Кубок Англии, старейшего футбольного турнира в мире. Матч прошёл 20 апреля 1912 года на стадионе «Кристал Пэлас» в Лондоне. В нём встретились английские клубы «Барнсли» и «Вест Бромвич Альбион». Матч завершился вничью со счётом 0:0. В переигровке, которая состоялась 24 апреля того же года на стадионе «Брэмолл Лейн» в Шеффилде, победу со счётом 1:0 одержал «Барнсли» благодаря голу Гарри Тафнелла. Для «Барнсли» эта победа в Кубке Англии стала первой и единственной в истории.

## Путь команд к финалу
| Раунд 1: Бирмингем 0:0 Барнсли Переигровка: Барнсли 3:1 Бирмингем Раунд 2: Барнсли 1:0 Лестер Фосс Раунд 3: Болтон Уондерерс 1:2 Барнсли Раунд 4: Барнсли 0:0 Брэдфорд Сити Переигровка: Брэдфорд Сити 0:0 Барнсли Переигровка: Барнсли 0:0 Брэдфорд Сити Переигровка: Барнсли 3:2 Брэдфорд Сити (на «Брэмолл Лейн») Полуфинал: Барнсли 0:0 Суиндон Таун (на «Стэмфорд Бридж») Переигровка: Барнсли 1:0 Суиндон Таун (на «Медоу Лейн») | Раунд 1: Вест Бромвич Альбион 3:0 Тоттенхэм Хотспур Раунд 2: Лидс Сити 0:1 Вест Бромвич Альбион Раунд 3: Сандерленд 1:2 Вест Бромвич Альбион Раунд 4: Вест Бромвич Альбион 3:1 Фулхэм Полуфинал: Блэкберн Роверс 0:0 Вест Бромвич Альбион (на «Энфилд») Переигровка: Блэкберн Роверс 0:1 Вест Бромвич Альбион (на «Хиллсборо») |  |

## Программа к матчу
Согласно официальной программе к матчу обе команды играли по схеме «2—3—5» с двумя защитниками, тремя хавбеками и пятью нападающими.

## Матч

### Обзор матча
Несмотря на то, что официально матч посетило около 54 тысяч зрителей, что было меньше, чем в предыдущие годы, «свободных мест было мало». Некоторые болельщики взобрались на деревья, которые росли около стадиона, а группа болельщиков «Вест Бромвич Альбион» попыталась запустить бело-голубой воздушный шар, однако он сгорел, не успев оторваться от земли.
«Барнсли» в основном играл «от обороны», нейтрализуя при помощи своих хавбеков нападающих соперника и полагаясь на контратаки. Счёт в игре так и не был открыт, и матч завершился безголевой ничьей. Корреспондент газеты Manchester Guardian отметил, что «Вест Бромвич Альбион» лучше играл в первом тайме, но к концу игры сложно было выделить какую-то команду. Лучшими игроки обеих команд были защитники и хавбеки, в особенности Джесси Пеннингтон и Фред Бак у «Вест Бромвич Альбион» и Дики Даунз и Боб Гленденнинг у «Барнсли».
Это был третий финал Кубка Англии подряд, завершившийся вничью.

### Отчёт о матче
| Барнсли | 0:0     | Вест Бромвич Альбион |
| ------- | ------- | -------------------- |
|         | (отчёт) |                      |

| Барнсли | Вест Бромвич Альбион |

|                 |  |                  |  |
|                 |  |                  |  |
| Вр              |  | Джек Купер       |  |
| Защ             |  | Дики Даунз       |  |
| Защ             |  | Арчи Тейлор (к)  |  |
| Хав             |  | Боб Гленденнинг  |  |
| Хав             |  | Филип Братли     |  |
| Хав             |  | Джордж Атли      |  |
| Нап             |  | Уилфред Бартроп  |  |
| Нап             |  | Гарри Тафнелл    |  |
| Нап             |  | Джордж Лилликроп |  |
| Нап             |  | Джордж Траверс   |  |
| Нап             |  | Джеймс Мур       |  |
| Главный тренер: |  |                  |  |
| Артур Фэрклаф   |  |                  |  |

|                   |  |                       |  |
|                   |  |                       |  |
| Вр                |  | Хьюберт Пирсон        |  |
| Защ               |  | Артур Кук             |  |
| Защ               |  | Джесси Пеннингтон (к) |  |
| Хав               |  | Джордж Баддели        |  |
| Хав               |  | Фред Бак              |  |
| Хав               |  | Бобби Макнил          |  |
| Нап               |  | Клод Джефкотт         |  |
| Нап               |  | Гарри Райт            |  |
| Нап               |  | Боб Пейлор            |  |
| Нап               |  | Сид Боузер            |  |
| Нап               |  | Бен Ширман            |  |
| Тренер-секретарь: |  |                       |  |
| Фред Эверисс      |  |                       |  |

## Переигровка

### Обзор переигровки
«Вест Бромвич Альбион» провёл семь матчей в течение десяти дней из-за участия в Кубке Англии, а также перенесённых матчей, которые были отложены в начале сезона. Так, 22 апреля 1912 года «дрозды» на выезде сыграли против «Эвертона», выставив резервный состав и проиграв со счётом 0:3. Футбольная лига Англии оштрафовала «Вест Бромвич Альбион» на 150 фунтов за то, что клуб выставил «слабый состав», хотя 9 из 11 футболистов, сыгравших в том матче, ранее уже играли в лиге за основной состав.
К разочарованию болельщиков переигровка по качеству игры не превзошла первый матч. «Вест Бромвич Альбион» в целом смотрелся предпочтительнее, но не смог реализовать создаваемые моменты. Пейлор и Ширман не смогли замкнуть хорошую передачу Джефкотта. Во втором тайме Пейлор нанёс удар, который не смог отбить вратарь «Барнсли» Джек Купер, однако Боб Гленденнинг выбил мяч до того, как он пересёк линию ворот. «Барнсли» также наносил удары по воротам соперника, в основном усилиями правого крайнего нападающего Уилфреда Бартропа. В первом тайме хавбеку «дроздов» Джорджу Баддели пришлось выносить мяч из ворот после того, как Хьюберт Пирсон не смог удержать мяч после удара соперника.
Основное время завершилось со счётом 0:0. Игра перешла в овертайм. Корреспондент Manchester Guardian отметил, что с учётом солнечной и тёплой погоды энергия игроков была «впечталяющей» и темп игры не пострадал. За исключением одной атаки «Барнсли», в которой приняли участие Джордж Траверс и Джеймс Мур, игру в овертайме до 118-й минуты контролировали игроки «Вест Бромвич Альбион». Боб Гленденнинг с помощью дриблинга вышел из-под прессинга соперника и сделал точную передачу на инсайда Гарри Тафнелла, который находился в центре поля. Джесси Пеннингтон, который до этого играл безупречно, был обыгран Тафнеллом. Артур Кук и Фред Бак, заметив опасность, побежали назад, но было слишком поздно: Тафнелл вышел один на один с Хьюбертом Пирсоном. Пирсон вышел из ворот, пытаясь помешать удару, но Тафнелл пробил идеально и мощным ударом в нижний угол отправил мяч в сетку ворот «Вест Бромвича».
После гола игроки «Барнсли» начали обнимать и целовать Тафнелла, понимая, что матч практически выигран: играть оставалось только две минуты. Их ожидания оправдались, и через две минуты «Барнсли» стал обладателем Кубка Англии.
Матч прошёл на стадионе «Брэмолл Лейн» в Шеффилде, на него пришли более 38 тысяч зрителей. От продажи билетов на переигровку финала было собрано 2615 фунтов стерлингов. Из этих денег 49 фунтов было отправлено в фонд помощи пострадавшим от крушения «Титаника».
Победившая команда «Барнсли» отправилась в свой родной город Барнсли. Проезжая по пути Шеффилд, игроки держали в руках выигранный Кубок Англии, что вызывало ликование местных жителей. К вечеру команда прибыла в Барнсли, где начала отмечать победу в турнире.
В отчёте о переигровке газеты Manchester Guardian были особо отмечены защитники «Барнсли» Дики Даунз и Арчи Тейлор, а также защитник «дроздов» Джесси Пеннингтон. Из хавбеков были отмечены Боб Гленденнинг у «Барнсли» и Бобби Макнил у «Вест Бромвич Альбион». Наконец, из нападающих корреспондент газеты отметил игроков «Вест Бромвича» Бена Ширмана, Сида Боузера и Клода Джефкотта, при этом Боб Пейлор подвергся критике за плохую реализацию моментов, создаваемых для него партнёрами. Из форвардов «Барнсли» были отмечены Уилфред Бартроп и Джордж Траверс.
«Барнсли» стал третьим клубом из Второго дивизиона Футбольной лиги, выигравшим Кубок Англии. Победа во многом была обеспечена благодаря огромной выносливости игроков «Барнсли» — по ходу турнира в четвёртом раунде команда сыграла четыре матча с тремя переигровками, что заняло семь часов — а также отличной слаженной работе защиты, пропустившей только четыре мяча в двенадцати кубковых матчах того сезона.

### Отчёт о переигровке
| Барнсли      | 1:0 (доп. вр.) | Вест Бромвич Альбион |
| ------------ | -------------- | -------------------- |
| Тафнелл 118′ | (отчёт)        |                      |

| Барнсли | Вест Бромвич Альбион |

|                 |  |                  |  |
|                 |  |                  |  |
| Вр              |  | Джек Купер       |  |
| Защ             |  | Дики Даунз       |  |
| Защ             |  | Арчи Тейлор (к)  |  |
| Хав             |  | Боб Гленденнинг  |  |
| Хав             |  | Филип Братли     |  |
| Хав             |  | Джордж Атли      |  |
| Нап             |  | Уилфред Бартроп  |  |
| Нап             |  | Гарри Тафнелл    |  |
| Нап             |  | Джордж Лилликроп |  |
| Нап             |  | Джордж Траверс   |  |
| Нап             |  | Джеймс Мур       |  |
| Главный тренер: |  |                  |  |
| Артур Фэрклаф   |  |                  |  |

|                   |  |                       |  |
|                   |  |                       |  |
| Вр                |  | Хьюберт Пирсон        |  |
| Защ               |  | Артур Кук             |  |
| Защ               |  | Джесси Пеннингтон (к) |  |
| Хав               |  | Джордж Баддели        |  |
| Хав               |  | Фред Бак              |  |
| Хав               |  | Бобби Макнил          |  |
| Нап               |  | Клод Джефкотт         |  |
| Нап               |  | Гарри Райт            |  |
| Нап               |  | Боб Пейлор            |  |
| Нап               |  | Сид Боузер            |  |
| Нап               |  | Бен Ширман            |  |
| Тренер-секретарь: |  |                       |  |
| Фред Эверисс      |  |                       |  |

Регламент матча:
- 90 минут основного времени.
- 30 минут дополнительного времени, если счёт равный.
- Переигровка в случае необходимости.
- Замены не предусмотрены.